# 津野田是重
津野田 是重（つのだ これしげ、1873年（明治6年）11月25日 - 1930年（昭和5年）9月2日）は、大日本帝国陸軍の軍人、政治家。熊本県出身。最終階級は陸軍少将。衆議院議員。

## 経歴
熊本藩士、陸軍大尉・津野田是秋の長男として生まれる。中学済々黌、陸軍幼年学校を経て、1895年（明治28年）2月、陸軍士官学校（第6期）歩兵科を首席卒業。同年5月、陸軍歩兵少尉任官、近衛歩兵第1連隊付となる。1900年（明治33年）12月、陸軍大学校（14期）を優等で卒業。
1901年（明治34年）6月、参謀本部出仕となり、参謀本部部員、フランス駐在、参謀本部付を経て、1904年（明治37年）5月、第3軍参謀に発令され日露戦争に出征。旅順攻囲戦から奉天会戦まで戦った。1905年（明治38年）5月、陸軍歩兵少佐に進級。
1906年（明治39年）2月、フランス駐在となり、参謀本部付（フランス出張）、陸大教官、近衛歩兵第3連隊大隊長を歴任し、1911年（明治44年）1月、陸軍歩兵中佐に進級。1913年（大正2年）1月、奈良連隊区司令官に補され、1915年（大正4年）4月、陸軍歩兵大佐に進級。同年8月、歩兵第11連隊長に転じた。1919年（大正8年）4月、陸軍少将に進級すると同時に待命、同年8月、予備役に編入される。
予備役編入後、衆議院議員に政友会から立候補し当選、1920年（大正9年）から1924年（大正13年）まで勤めている。墓所は多磨霊園。

## 栄典
- 1895年（明治28年）11月15日 - 正八位[2]
- 1897年（明治30年）12月15日 - 従七位[3]

## 親族
- 子 津野田忠重（作家）・津野田知重（陸軍軍人）・津野田和重（日本科学技術振興財団事務局長）
- 後妻 津野田菊以（小坂善之助の娘）
- 義父 高島鞆之助（陸軍中将、先妻の父）

## 著書
- 『戦後の欧米 - 踏破十有七国』博文館、1920年。
- 『斜陽と鉄血』偕行社、1926年。
- 『軍服の聖者』信毎出版部、1927年。